# Le rouge est mis
Le rouge est mis is een Franse film van Gilles Grangier die werd uitgebracht in 1957.
Het scenario is gebaseerd op de gelijknamige roman (1954) van Auguste Le Breton.

## Verhaal
De garage van Louis Bertain, bijgenaamd Louis le Blond, dient als dekmantel voor zijn criminele activiteiten. In werkelijkheid is Louis een gevaarlijke bendeleider. Ogenschijnlijk zijn Louis en zijn handlangers Frédo, Pépito en Raymond eerbiedwaardige lieden maar zodra de avond is gevallen gaan zij op het misdadigerspad.
Pierre, de jongste broer van Louis en eveneens een gangster, werd al eens door hoofdinspecteur Pluvier gepolst naar Louis' activiteiten. Hij weigerde elke medewerking en bleef daardoor in de gevangenis. Wat later komt Pierre voorwaardelijk vrij. Hij wordt tewerkgesteld in de garage van zijn broer. Toevallig hoort hij een gesprek tussen Louis en Pépito waarin zij een nieuwe hold-up voorbereiden. 
De volgende dag loopt de overval op een geldtransportvoertuig faliekant af. Er vallen vijf slachtoffers: Pépito schiet twee bijrijders dood en verwondt twee achtervolgende motorrijders ernstig. Ook Raymond komt om het leven. Weer thuis wordt Louis gearresteerd. Pépito is er zeker van dat Pierre hen heeft verklikt.

## Rolverdeling
| Acteur            | Personage                                             |
| ----------------- | ----------------------------------------------------- |
| Jean Gabin        | Louis Bertain/Louis le Blond, garagist en bendeleider |
| Lino Ventura      | Pépito de zigeuner, een bendelid                      |
| Paul Frankeur     | Frédo, een bendelid                                   |
| Marcel Bozzuffi   | Pierre Bertain, de jongere broer van Louis            |
| Annie Girardot    | Hélène, de vriendin van Pierre                        |
| Jean-Pierre Mocky | Pierre, een verwijfde vriend van Hélène               |
| Albert Dinan      | hoofdinspecteur Pluvier                               |
| Antonin Berval    | Zé, de Amerikaan                                      |
| Thomy Bourdelle   | een inspecteur                                        |
| Jean Bérard       | Raymond de matroos, een bendelid                      |
| Lucien Raimbourg  | Jo, een kleine boef                                   |
| Gaby Basset       | Hortense, de vrouw van Frédo                          |